# Girolamo Lippomano
Girolamo Lippomano (zm. 1591 na wyspie Lido) – wenecki dyplomata z XVI wieku.
Był weneckim ambasadorem w Wiedniu w 1567, w Polsce w 1575, we Francji w latach 1577-1579 i w Turcji w 1591 roku.
26 kwietnia 1591 wyruszył z Wenecji. W czasie jego nieobecności oskarżono go o zdradę stanu i zaocznie skazano na karę śmierci. Z wyrokiem pośpieszył przez morze poprzedni ambasador w Turcji (1584-1587), a wówczas senator Lorenzo Bernardo.  W tym czasie Lippomano podróżował po Albanii sporządzając notatki. Gdy przybył Bernardo, Lippomani wiedząc co go czeka w kraju cisnął się do morza i utonął.